# Dirk Mühlbach

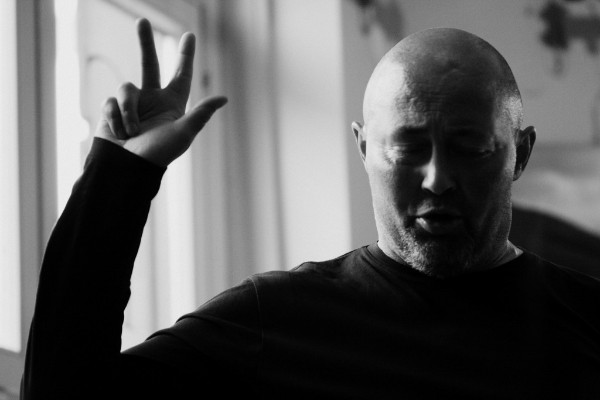
Dirk Mühlbach bei einer literarischen Lesung in Mannheim, 2016

Dirk Mühlbach (* 20. Juli 1963 in Hockenheim; † 30. Januar 2020 in Heidelberg) war ein deutscher Theaterschauspieler.

## Leben
1985, mit 22 Jahren, startete Dirk Mühlbach seine Laufbahn als Schauspieler am Mannheimer Nationaltheater, wo er unter anderem in Inszenierungen von Jürgen Bosse und Johann Kresnik mitwirkte. Von 1989 bis 1996 spielte er am Staatstheater Stuttgart. 1996 gastierte er an der Seite von Raimund Harmstorf in Götz von Berlichingen bei den Burgfestspielen Jagsthausen. Als freier Schauspieler war er Mitbegründer des Neuen Ensembles und trat regelmäßig auf den Theaterbühnen der Metropolregion Rhein-Neckar auf.
Trotz schwerer Erkrankung (er war schließlich auf einen LVAD angewiesen), wirkte er 2016/2017 per filmischer Einspielung in einer Mannheimer Neuinszenierung von Lessings Nathan der Weise mit.
Mit 56 Jahren verstarb Dirk Mühlbach. Sein Lebensmittelpunkt war Mannheim, wo er auch mit seiner Ehefrau lebte.

## Filmografie, Auswahl
- 1993: Das Tier (Fernsehfilm)
- 1995: Hotel Mama (Fernsehfilm)
- 1995: Balko (Fernsehserie, 1 Episode)
- 1999: Ein Fall für zwei (Fernsehserie, 2 Episoden)
- 1999: Tatort: Mordfieber (Fernsehreihe)
- 2000: Executioner (Kurzfilm)
- 2001: Tatort: Im freien Fall
- 2001: Tatort: Gute Freunde
- 2003: Tatort: Der Schächter
- 2005: Tatort: Ohne Beweise
- 2007: Alarm für Cobra 11 – Die Autobahnpolizei (Fernsehserie, 1 Episode)
- 2007: Tatort: Fettkiller
- 2008: Il giardino (Kurzfilm)
- 2009: Der Staatsanwalt (Fernsehserie, Episode: Der perfekte Mord)
- 2011: Sinfonie der Dumpfbacken (Kurzfilm)
- 2013: Rauchzeichen (Kurzfilm)
- 2015: Sneeze freeze (Kurzfilm)